# Alex Biega
Alex Biega (* 4. April 1988 in Montréal, Québec) ist ein kanadischer Eishockeyspieler, der im Verlauf seiner aktiven Karriere zwischen 2006 und 2022 unter anderem 243 Spiele für die Vancouver Canucks, Detroit Red Wings, Toronto Maple Leafs und Nashville Predators in der National Hockey League (NHL) auf der Position des Verteidigers bestritten hat. Zudem absolvierte Biega, dessen jüngerer Bruder Danny Biega ebenfalls professioneller Eishockeyspieler war, weitere 439 Partien in der American Hockey League (AHL).

## Karriere
Biega wurde direkt von der Salisbury School, einer High School im US-Bundesstaat Connecticut, für die er zwischen 2004 und 2006 spielte, von den Buffalo Sabres aus der National Hockey League in der fünften Runde an 147. Stelle des NHL Entry Draft 2006 ausgewählt. Anschließend studierte der Verteidiger vier Jahre lang bis zum Sommer 2010 an der Harvard University und spielte parallel dazu für das Universitätsteam in der ECAC Hockey, einer Division im Spielbetrieb der National Collegiate Athletic Association. Während dieser Zeit wurde Biega in zahlreiche Auswahlteams berufen und führte das Team in seinem letzten Collegejahr als Mannschaftskapitän aufs Eis.
Nach Beendigung seiner Collegelaufbahn wurde der Abwehrspieler im Mai 2010 schließlich für zwei Jahre von den Buffalo Sabres unter Vertrag genommen. Trotz einer zwischenzeitlichen Verlängerung des Arbeitsverhältnisses im Sommer 2012 um ein Jahr, absolvierte Biega kein Spiel im Trikot der Sabres. Stattdessen lief er in der Saison 2010/11 für Buffalos Farmteam Portland Pirates auf, und nachdem diese ihren Kooperationspartner gewechselt hatten zwei Jahre lang für die Rochester Americans – ebenfalls in der AHL. Nach Auslauf seines Vertrags wechselte der Defensivakteur als Free Agent ins Franchise der Vancouver Canucks. Zwar war er in den folgenden beiden Spielzeiten auch dort zumeist für das Farmteam Utica Comets auf Punktejagd, doch im Verlauf der Saison 2014/15 gab Biega im Februar 2015 sein NHL-Debüt für die Kanadier. Mit Beginn der Spielzeit 2015/16 erhielt er schließlich einen Stammplatz im NHL-Aufgebot und bestritt 51 Saisonspiele.
Im Oktober 2019 wurde Biega nach über sechs Jahren in der Organisation der Canucks an die Detroit Red Wings abgegeben, während im Gegenzug David Pope nach Vancouver wechselte. In Detroit war der Abwehrspieler zwei Jahre aktiv, bevor er sich im Juli 2021 als Free Agent den Toronto Maple Leafs anschloss. Diese gaben ihn im März 2022 ohne weitere Gegenleistung (future considerations) an die Nashville Predators ab. Dort wurde sein Vertrag im Sommer 2022 nicht verlängert, woraufhin der Abwehrspieler seine aktive Karriere schließlich gegen Jahresende im Alter von 34 Jahren beendete.

### International
Biega vertrat sein Heimatland im Rahmen der World U-17 Hockey Challenge 2005, bei der er das Team der Provinz Québec als Mannschaftskapitän anführte. Die Mannschaft beendete das Turnier fern der Medaillenränge auf dem neunten Platz. In fünf Einsätzen blieb der Verteidiger punktlos.

## Erfolge und Auszeichnungen
| - 2007 ECAC All-Rookie Team - 2008 ECAC All-Tournament Team - 2008 ECAC Third All-Star Team | - 2009 ECAC All-Academic Team - 2009 ECAC Third All-Star Team - 2009 All-Ivy League First Team |

## Karrierestatistik

### International
Vertrat Kanada bei:
- World U-17 Hockey Challenge 2005

(Legende zur Spielerstatistik: Sp oder GP = absolvierte Spiele; T oder G = erzielte Tore; V oder A = erzielte Assists; Pkt oder Pts = erzielte Scorerpunkte; SM oder PIM = erhaltene Strafminuten; +/− = Plus/Minus-Bilanz; PP = erzielte Überzahltore; SH = erzielte Unterzahltore; GW = erzielte Siegtore; 1 Play-downs/Relegation; Kursiv: Statistik nicht vollständig)